# St. Stephanus (Bork)

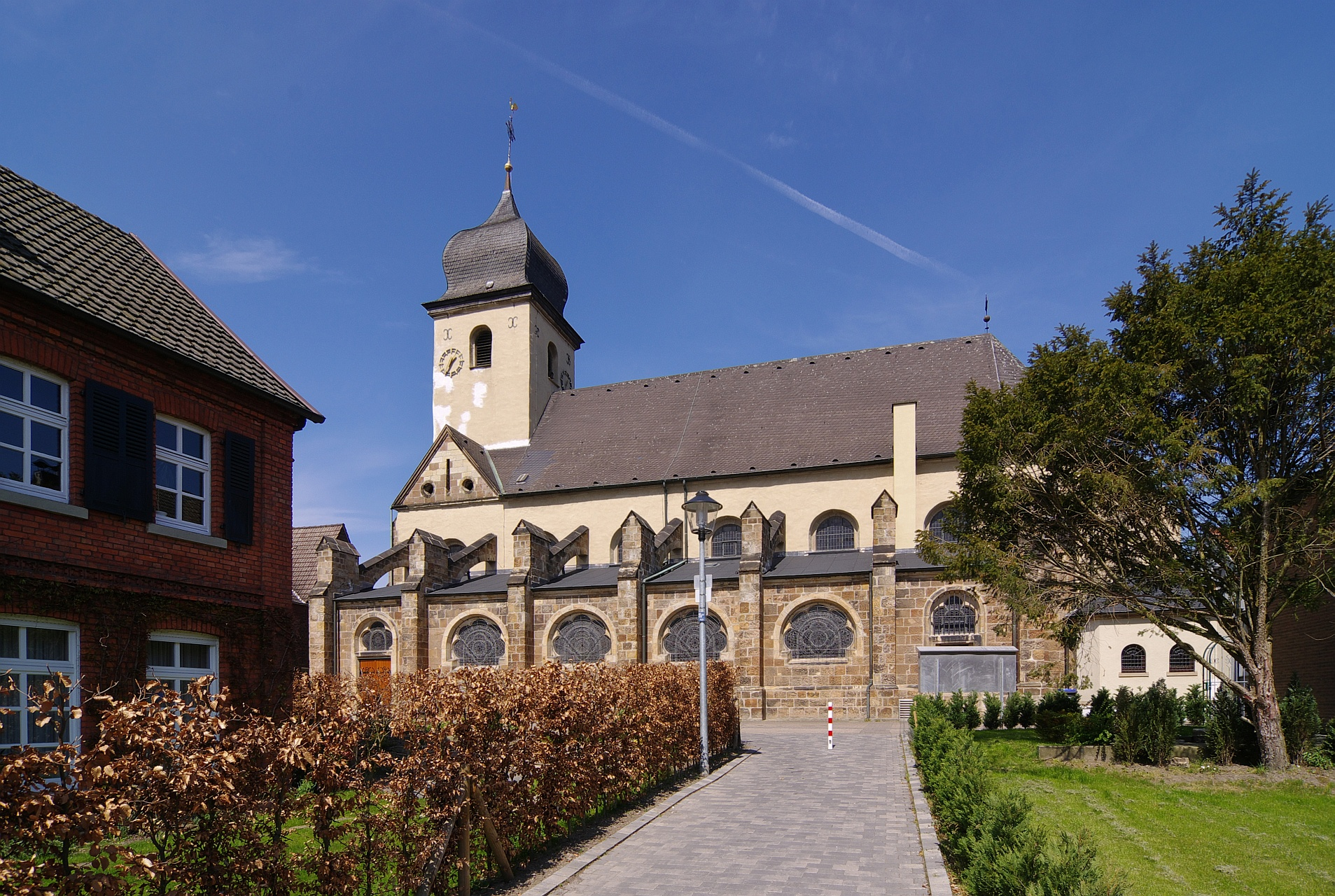
Pfarrkirche St. Stephanus

Die katholische Pfarrkirche St. Stephanus ist ein denkmalgeschütztes Kirchengebäude in Bork, einem Ortsteil von Selm, im Kreis Unna (Nordrhein-Westfalen).

## Geschichte und Architektur
Die Pfarrrechte lagen von 1174 bis 1802 beim Stift Cappenberg.
Der gewölbte, barocke Saal wurde von 1718 bis 1724 aus verputztem Bruchstein errichtet. Der Chor hat einen 5/12 Schluss, der Turmhelm des Westturmes wurde 1776 aufgesetzt. Von 1884 bis 1886 wurden Seitenschiffe in spätromanischen Formen und Strebebögen aus Werkstein ergänzt. Die Pläne stammen vom Kirchenbaumeister Wilhelm Rincklake. Es sind Reste der Ausstattung von 1886 erhalten. Erwähnenswert ist das Kruzifix aus Holz vom 18. Jahrhundert. 
Das Geläut besteht aus vier Bronzeglocken. Die große Glocke (e') wurde 1836 von Alexius Petit gegossen. Die drei kleinen Glocken fis', a' und h' wurden 1949 bei Petit & Edelbrock in Gescher gegossen.